# José de León Toral

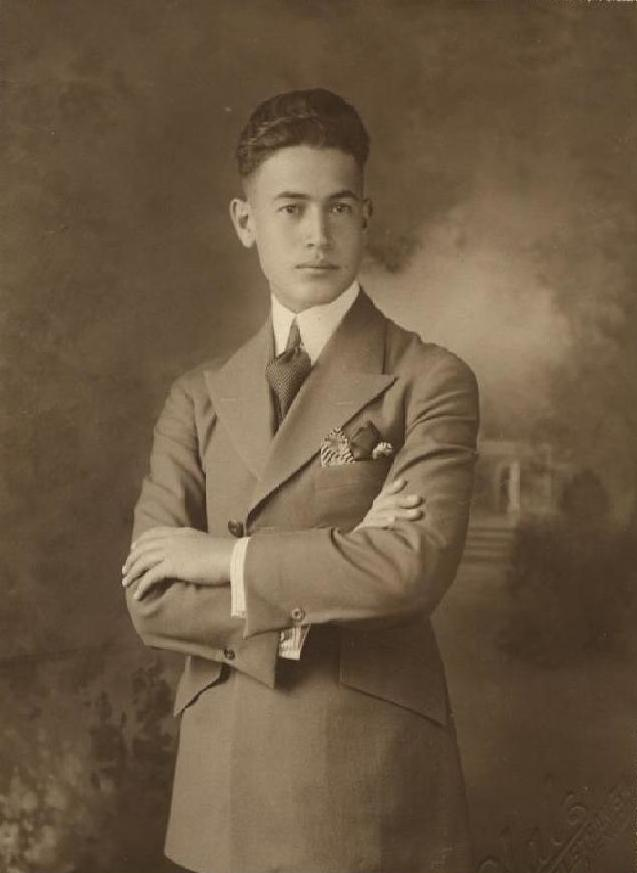
José de León Toral

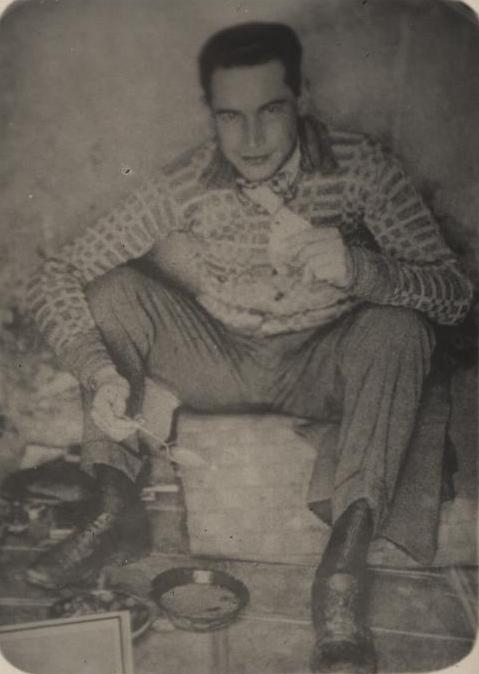
José de León Toral

José de León Toral (Matehuala, 23 december 1900 – Mexico-Stad, 9 februari 1929) was een radicale katholiek uit Mexico die in 1928 Álvaro Obregón vermoordde.
De León was afkomstig uit een familie van katholieke mijnwerkers uit San Luis Potosí. Tijdens de Mexicaanse Revolutie verbleef hij in Mexico-Stad en was geschokt toen de Constitutionalische troepen van Obregón kerken lieten sluiten en geestelijken die zich in zijn ogen te veel met de dictator Victoriano Huerta hadden gecompromitteerd liet beboeten of arresteren. In 1920 sloot hij zich aan bij de Liga voor de Verdediging van de Godsdienstvrijheid en later bij de cristero's, die zich verzetten tegen de revolutionaire regering van de presidenten Obregón en Plutarco Elías Calles. Nadat na een mislukte poging om Obregón te vermoorden in 1927 zijn vrienden Humberto en Augustín Pro werden geëxecuteerd, vatte León zelf het plan op Obregón te vermoorden. Hij zou daartoe zijn aangehitst door een zuster, bijgenaamd madre Conchita.
Op 17 juli 1928 bezocht hij als tekenaar het restaurant La Bombilla, waar een banket werd gehouden ter ere van general Obregón, die net voor de tweede maal tot president was gekozen. León tekende een karikatuur van Obregón en van Aarón Sáenz en toonde deze aan de afgevaardigden González en Topete. Dezen vertelden hem dat de tekeningen geleken en verzochten hem ze aan Obregón te laten zien. Obregón zei dat de tekeningen leken en vertelde hem verder te gaan. Om 14:20, nadat Obregón zich had omgedraaid en was gaan zitten, schoot León van achter de rug van Sáenz met een .35-kaliber pistool vijf- of zesmaal op Obregón, die op slag dood was.
León werd direct gearresteerd en bekende de moord. Hij verklaarde dat hij Obregón had vermoord om zo het koninkrijk van Christus mogelijk te kunnen maken. Op orders van Calles werd de rechtszaak live uitgezonden op de radio; iets wat zich echter tegen de regering keerde toen Toral en zijn advocaat Demetrio Sodi vertelden over de martelingen die Toral in de gevangenis had ondergaan. 
Op 9 februari 1929 werd hij door een vuurpeloton ter dood gebracht; zijn laatste woorden waren ¡Viva Cristo Rey! (Leve Christus de koning!), de strijdkreet van de cristero's en naar verluidt vergaf hij kort voor doodgeschoten te worden de leden van het vuurpeloton. León liet een vrouw en drie kinderen achter. Madre Conchita werd tot twintig jaar gevangenisstraf op de Maria-eilanden veroordeeld. Na haar vrijlating schreef ze een boek over de aanslag en werd zij een beroemdheid onder Mexicaanse katholieken.